# Eastwood, New South Wales
Eastwood este o suburbie în Sydney, Australia.